# Linda Darnell
Monetta Eloyse (Linda) Darnell (Dallas, 16 oktober 1923 – Glenview, 10 april 1965) was een Amerikaans actrice.

## Carrière

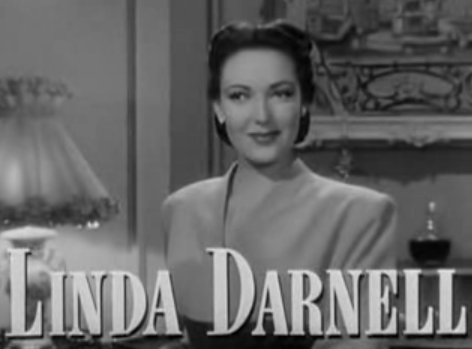
Darnell in A Letter to Three Wives (1949)

Darnell werd een model toen ze pas 11 jaar oud werd en had al ervaring in het theater op de leeftijd van 13 jaar. Niet veel later koos een talentenjager haar om mee te gaan naar Hollywood. Toen deze echter haar leeftijd ontdekte, stuurde hij haar onmiddellijk terug naar haar thuisstad, Dallas.
In 1939 keerde Darnell terug naar Hollywood en kreeg ze aan het begin van haar carrière rollen in inmiddels vergeten films. Ze kreeg meer bekendheid na haar verschijning in The Mark of Zorro (1940).
Nadat ze met hulp van producent Darryl F. Zanuck rollen kreeg in bekende films van 20th Century Fox in de jaren 40, kreeg Darnell in 1947 de hoofdrol in een van haar meest memorabele films; Forever Amber. Desondanks kreeg ze pas in 1948 erkenning voor haar acteerprestaties, toen ze een rol kreeg in Unfaithfully Yours. Een jaar later was de actrice in de geprezen film A Letter to Three Wives te zien. Men ging ervan uit dat Darnell voor haar rol een Academy Awardnominatie zou krijgen. Toen dit niet het geval bleek te zijn, daalde haar populariteit. Toch bleef ze in de jaren 50 nog actief in films spelen.
Darnells laatste rol speelde ze in een theaterproductie in 1965. Vlak daarna overleed ze, op de leeftijd van 41 jaar, als gevolg van branden die ontstonden in haar huis. Die avond werd de film Star Dust uitgezonden op televisie, waar Darnell een rol in had. Volgens geruchten viel Darnell in slaap met een sigaret in haar hand, terwijl zij de film aan het kijken was. Deze zou zijn gevallen, waardoor het huis in vlammen opging. Toch is er nooit bewijs gevonden dat Darnell zelf verantwoordelijk was voor de brand.

## Filmografie
| - 1939: Hotel for Women - 1939: Day-Time Wife - 1940: Star Dust - 1940: Brigham Young - 1940: The Mark of Zorro - 1940: Chad Hanna - 1941: Blood and Sand - 1941: Rise and Shine - 1942: The Loves of Edgar Allan Poe - 1943: City Without Men - 1943: The Song of Bernadette - 1944: Buffalo Bill - 1944: It Happened Tomorrow - 1944: Summer Storm - 1944: Sweet and Low-Down - 1945: Hangover Square - 1945: The Great John L. - 1945: Fallen Angel - 1946: Anna and the King of Siam - 1946: Centennial Summer - 1946: My Darling Clementine | - 1947: Forever Amber - 1948: The Walls of Jericho - 1948: Unfaithfully Yours - 1949: A Letter to Three Wives - 1949: Slattery's Hurricane - 1949: Everybody Does It - 1950: No Way Out - 1950: Two Flags West - 1951: The 13th Letter - 1951: The Guy Who Came Back - 1951: The Lady Pays Off - 1952: Island of Desire - 1952: Night Without Sleep - 1952: Blackbeard the Pirate - 1953: Second Chance - 1954: Angels of Darkness - 1954: This Is My Love - 1955: It Happens in Roma - 1956: Dakota Incident - 1957: Zero Hour! - 1963: The Castilian - 1965: Black Spurs |

- Bibsys: 99007165
- Biblioteca Nacional de España: XX1264555
- Bibliothèque nationale de France: cb13939086g (data)
- Catàleg d'autoritats de noms i títols de Catalunya: 981058523065706706
- Gemeinsame Normdatei: 119024349
- International Standard Name Identifier: 0000 0001 1753 6790
- Library of Congress Control Number: n87911956
- Nationale Bibliotheek van Letland: 000255793
- National Archives and Records Administration: 10573053
- Nationale Bibliotheek van Tsjechië: mub2011658598
- Nationale Bibliotheek van Israël: 987007424239705171
- Nederlandse Thesaurus van Auteursnamen: 118009079
- SNAC: w6x95g4s
- Système universitaire de documentation: 058592008
- Virtual International Authority File: 27256384
- WorldCat: E39PBJvhp7th4DRQHtCydrbPQq